# Mannalargenna

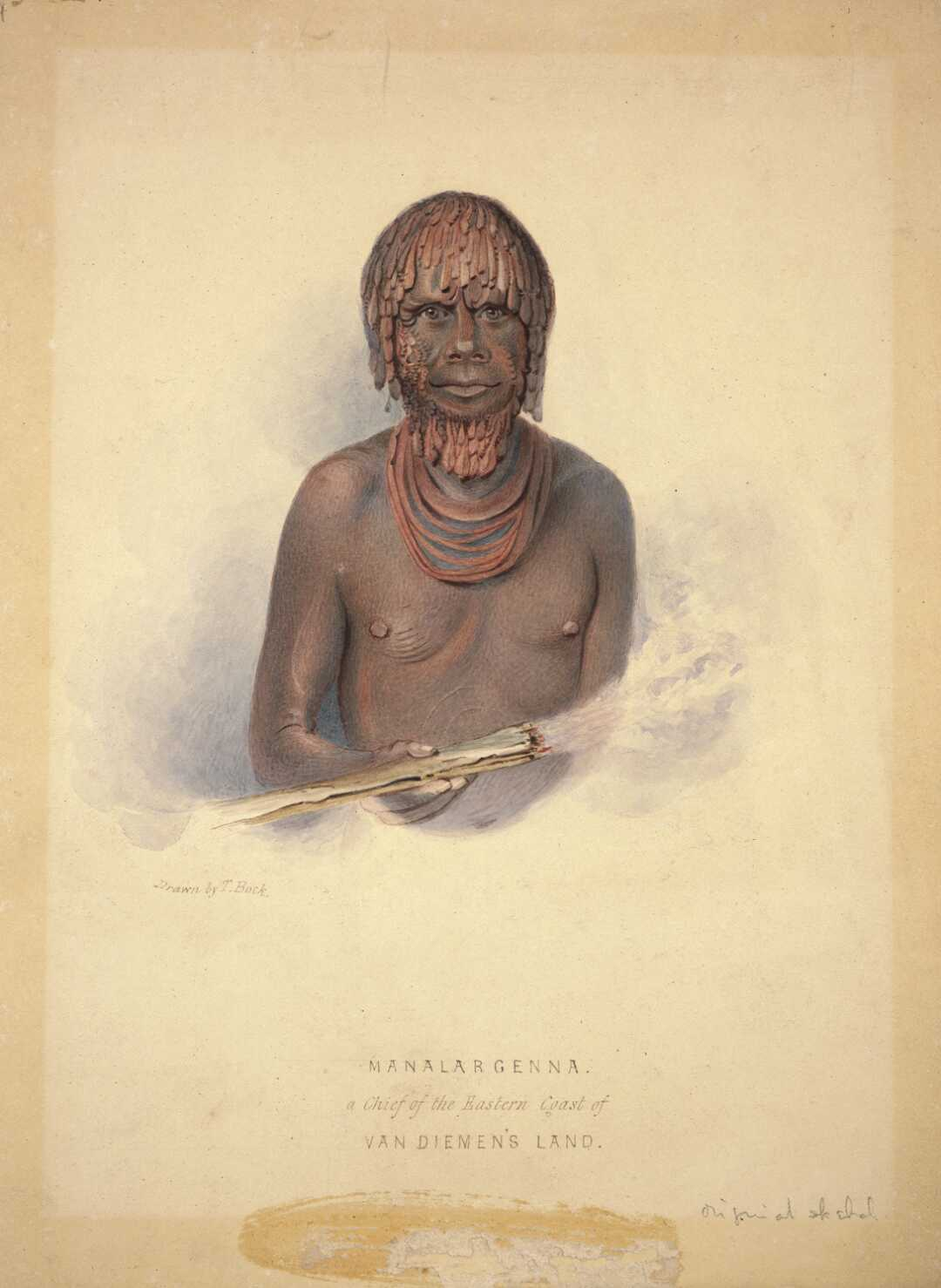
Gemaltes Porträt von Mannalargenna, dessen Haar und Bart mit rotem Ocker gefärbt ist. Seine Haut im Gesicht und Körper ist teilweise skarifiziert. Um seinen Hals liegen Ketten aus Känguru-Sehnen auf und in seiner rechten Hand hält er einen Firestick

Mannalargenna (* 1770; † 4. Dezember 1835 in Wybalenna auf Flinders Island) war ein tasmanischer Aborigine der Ben Lomond (Plangermaireener), der im Black War die Aborigines gegen die britischen Soldaten führte und als erster Aborigine für eine friedliche Lösung zwischen Schwarz und Weiß eintrat.

## Biographie
Mannalargenna war mit Tanleboneyer vom Aborigines-Stamm der Loontiternairerlehoiner verheiratet, mit der er fünf Kinder, einen Sohn und vier Töchter hatte. Er hatte eine Tochter Woretemoeteyenner, die mit dem englischen Robbenjäger George Briggs zusammen war und in dieser Beziehung Dolly Dalrymple gebar, die 13 Kinder zur Welt brachte. Sie und Fanny Cochrane Smith werden vom Tasmanian Aboriginal Centre als die entscheidende Verwandtschaftslinie der heute lebenden Tasmanier betrachtet.

## Genozid
Als Führer der Plangermaireener war er nicht nur während der Attacken gegen die Britischen Soldaten in der Zeit des Black War aktiv, sondern war der erste Aborigine, der Frieden mit den Weißen schließen wollte. Manalargena versuchte mit dem von der britischen Regierung beauftragten Chief Protektor für Aborigines George Augustus Robinson mittels der sogenannten „friendly mission“, die Aborigines Tasmaniens ohne Kämpfe nach Flinders Island zu deportieren. In der Hoffnung, dort vor der Verfolgung durch die weißen Siedler sicher zu sein, folgten sie 1830 den Versprechungen Robinsons bereitwillig, obwohl die zuvor erfolgte sogenannte Black Line zur Gefangennahme der Tasmanier durch 2.000 Europäer, geführt von Robinson, nach sieben Wochen nicht das erwünschte Ergebnis brachte.
Für die Aufgabe des Widerstands erwarb sich Mannalargenna große Anerkennung. Das Camp von Wybalenna auf Flinders Island entwickelte sich jedoch nicht zu optimalen und ungebundenen Lebensverhältnissen für die Aborigines, sondern mehr zu einer Kasernierung und einer erfolglosen Christianisierung, denn auf der Insel hatten sich die letzten indigenen Tasmanier einer europäischen Lebensweise zu unterwerfen. Infolgedessen gingen sie dort mehrheitlich an Depressionen, Alkoholismus und Krankheiten zugrunde.
Als Mannalargenna über diese Entwicklung alle Hoffnung auf eine Besserung der Lebensverhältnisse der Aborigines verlor, schnitt er sich seine Haare aus Verzweiflung ab. Nach seiner Beerdigung erhielt er als einziger Tasmanier auf Wybalenna einen Grabstein.
1847 lebten dort auf Flinders Island nur mehr 47 Tasmanier; sie wurden nach Oyster Cove nahe Hobart umgesiedelt. An Mannalargenna erinnert eine Bronzeplakette auf einem Steinhügel. Daneben befindet sich eine weitere Bronzeplakette für das erste europäische Kind, das auf Tasmanien geboren wurde.

## Mannalargenna Day
180 Jahre nach dem Tod von Mannalargenna veranstalteten einige mit ihm weitläufig verwandte Aborigines im Dezember 2015 den sogenannten Mannalargenna Day zum ersten Mal. Ein Jahr später kamen wesentlich mehr Aborigines am Mannalargenna Day zum Tebrakunna Visitors Centre an der Little Musselroe Bay bei Cape Portland im Nordosten Tasmaniens, wo Mannalargenna Elder des Pairrebeenne Clans war. Dieses Fest findet seit 2015 jährlich bis heute (Stand: 2023) als ein KulturFest mit historischem Tanz, Essen und historischer Musik statt.